# Wikłaczowate
Wikłaczowate, wikłacze (Ploceidae) – rodzina niedużych ptaków z rzędu wróblowych (Passeriformes), licząca około 120 gatunków.

## Występowanie
Rodzina obejmuje gatunki występuje w Afryce Subsaharyjskiej, na południu Półwyspu Arabskiego, w południowej i południowo-wschodniej Azji oraz na wyspach Oceanu Indyjskiego.

## Charakterystyka
Samce wielu gatunków, zwłaszcza z regionów tropikalnych, są kolorowo ubarwione, często żółte lub czerwone. Zwykle występuje dymorfizm płciowy, często wiekowy lub sezonowy.
Wikłacze zawdzięczają swoją nazwę niezwykle misternym gniazdom. Każdy gatunek do budowy gniazd używa specyficznych dla siebie materiałów, popularne są źdźbła traw, wikłane ze sobą w skomplikowane kosze. Niektóre gatunki budują zbiorowe gniazda plecione z ciernistych gałązek lub patyków.
Wikłacze to stadne ptaki, które często gniazdują kolonijnie. Para ptaków buduje gniazdo wspólnie, przy czym początkowe stadia są zazwyczaj wykonywane przez samca i stanowią swego rodzaju reklamę jego możliwości.
Są to ptaki żywiące się zazwyczaj ziarnem zbóż i nasionami traw, a także owadami. 
Wikłacz czerwonodzioby uważany jest za najliczniejszego ptaka na świecie. Jego populację ocenia się na 1,5 miliarda osobników.

## Systematyka
Do rodziny zaliczane są następujące podrodziny:
- Amblyospizinae Roberts, 1947 – brunatniczki – jedynym przedstawicielem jest Amblyospiza albifrons (Vigors, 1831) – brunatniczka
- Plocepasserinae Des Murs, 1860 – dziergacze
- Bubalornithinae Iredale & Bannerman, 1921 – bawoliki
- Ploceinae Sundevall, 1836 – wikłacze